# Tübinger Wingolf
Der Tübinger Wingolf ist eine christliche, überkonfessionelle Studentenverbindung an der Eberhard-Karls-Universität Tübingen. Seine Farben sind schwarz-weiß-gold, er lehnt Duell und Mensur ab und ist Mitglied im Wingolfsbund, dem ältesten Korporationdachverband in Deutschland.

## Prinzipien und Couleur
Der Tübinger Wingolf vertritt als Prinzipien das Christianum, d. h. das Bekenntnis zu Jesus Christus, das Korporativum, d. h. die Traditionen des Farbenstudententums, und das Akademicum. Der Wahlspruch des Tübinger Wingolfs ist der des gesamten Wingolfsbundes: 
Die Farben des Tübinger Wingolfs sind schwarz-weiß-gold (Fuxenband: schwarz-gold). Als Kopfcouleur werden schwarze, halbschlaffe Samtmützen getragen. Allerdings wurde die Kopfcouleur in der 150-jährigen Geschichte mehrfach gewechselt, so dass von 1877 bis 1906 und von 1924 bis 1936 weiße Tellermützen getragen wurden. 

## Geschichte

### Vorläufer des Tübinger Wingolfs
Bereits seit den 1840ern bestanden Bestrebungen, einen Wingolf auch in Tübingen ins Leben zu rufen. 1846 bat ein christliches Studentenkränzchen – wie es solche auch als Wingolf-Vorläufer an anderen Hochschulen gab – auf dem ersten Blankenburger Konzil um Aufnahme in den Wingolfsbund, was jedoch trotz guter Kontakte zum Hallenser Wingolf auf Ablehnung stieß. Der Studentenverein ging schließlich 1848 ein. 1858 wurde der Tübinger Kreis gestiftet, der sich seine korporativen Formen vom Bonner Wingolf entlehnte. Allerdings entwickelte sich daraus keine Korporation, sondern der Tübinger Kreis blieb ein loser Kreis v. a. von studierenden Wingolfiten aus anderen Hochschulorten, darunter vorrangig Theologen, z. B. Martin Kähler.
Gründe für die späte Etablierung eines Wingolfs in Tübingen sind vorrangig drei: a) Die norddeutsche Herkunft der von auswärtskommenden Wingolfiten ließ den Verdacht des – in Württemberg verhassten – Preußentums aufkommen; b) Gleichzeitig waren in Tübingen bereits Verbindungen aus dem Stift (Königsgesellschaft Roigel und Normannia) hervorgegangen, die ein ähnliches Profil wie der Wingolf beanspruchten; c) Weiterhin lehnte der einflussreiche Theologe Johann Tobias Beck eine Vermischung von Studententum und Christentum – wie es der Wingolf gerade forderte – ab, da er darin eine Korrumpierung des Christlichen sah.

### Stiftung des Tübinger Wingolfs
Am 9. Juni 1864 wurde der Tübinger Wingolf von 14 norddeutschen Wingolfiten, v. a. Theologen aus Halle (darunter schon zwei Mitglieder des Tübinger Kreises) auf der heutigen Kalleehöhe, oberhalb des, bei damaligen Couleurstudenten beliebten, Gasthauses Waldhörnle, mit einer Andacht über 1 Kor 3,11  gestiftet. Dabei setzten sie jedoch nicht den Tübinger Kreis fort, sondern gründeten sich direkt als Wingolfsverbindung.

### Weitere Entwicklung bis zum Ersten Weltkrieg

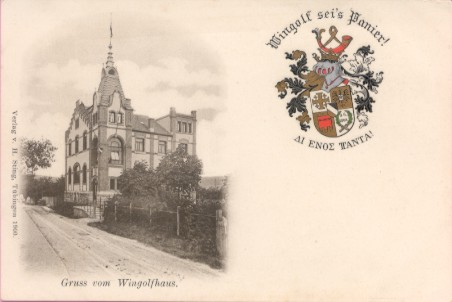
Couleurkarte mit dem Haus des Tübinger Wingolfs in der Gartenstraße; um 1900

Die ersten Jahrzehnte des Tübinger Wingolfs waren von Unbeständigkeiten geprägt. Aufschwüngen folgten Streitigkeiten und Einbrüche mit vielen Austritten. Diese entstanden aufgrund von Kontroversen um die Gewichtung des Christianums auf der einen Seite und des Korporativums auf der anderen, sowie Streitigkeiten zwischen Nord- und Süddeutschen. 1888 war der Tiefpunkt erreicht. Der Tübinger Wingolf löste sich selbst auf, gründete sich aber im Semester darauf wieder und konnte schnell wachsen. 1893 wurde der Grundstein für den Hausbau gelegt, am 27. Februar 1894 konnte das Haus in der Gartenstraße 38 eingeweiht werden. In dieser Zeit prägte Adolf Schlatter, der 1899 das Band aufnahm, den Tübinger Wingolf maßgeblich. Doch erneute Schwierigkeiten brachen aus, als norddeutsche Wingolfiten (aus Halle) einen dogmatischeren Kurs einforderten. Der Wingolf in Tübingen spaltete sich, schließlich behielt der schwäbische Alt-Wingolf die Oberhand. Zu dieser Zeit konnte der Wingolf im Evangelischen Stift Tübingen eine eigene Bude beziehen, die Zionsbude. Das Wingolfshaus wurde 1907 renoviert, umgebaut und vergrößert. Um die vielen Philister besser an den Bund zu binden, wurde am 29. März 1910 ein Philisterverein gegründet. Schon 1892 war der „Schwäbische Bezirksverband Alter Wingolfiten“ ins Leben gerufen worden. Der Erste Weltkrieg brachte dem Aufschwung des Tübinger Wingolfs ein jähes Ende, 114 Bundesbrüder fielen im Krieg.

### Die Weimarer Jahre bis zur Auflösung im Dritten Reich

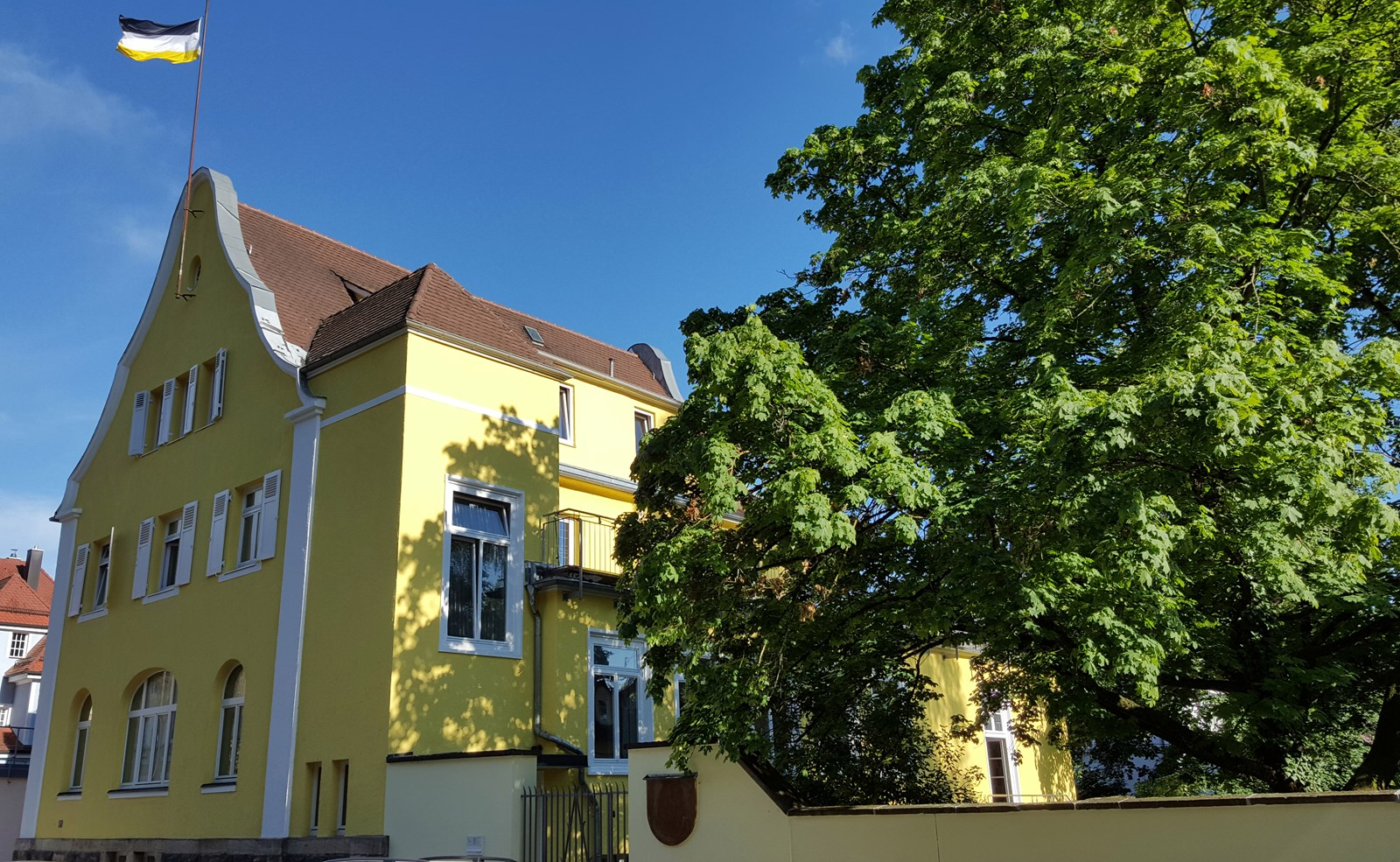
Wingolfshaus in der Tübinger Gartenstraße 38

Die Mitgliederzahl stieg nach dem Ende des Ersten Weltkrieges rapide an. Dies führte dazu, dass eine zweite Wingolfsverbindung, der Wingolf Nibelungen, in Tübingen gestiftet wurde (siehe unten). 1931 konnte auch das Haus weitestgehend renoviert und umgebaut werden.
Die Kräfte und Tendenzen des Dritten Reiches, an die auch der Tübinger Wingolf anfangs Konzessionen machte, erwiesen sich immer mehr als unvereinbar mit dem Wingolfsgedanken. Am 30. Januar 1936 kam es zur Auflösung des Tübinger Wingolfs. Das frisch renovierte Haus wurde für einen Spottpreis an die Stadt Tübingen veräußert und als Parteiheim der NSDAP verwendet. 1939 löste sich schließlich auch der „Verband Alter Tübinger Wingolfphilister“ auf. Doch bestand ein auf gelegentliche inoffizielle Zusammenkünfte beschränktes Verbindungsleben weiter. Der Zweite Weltkrieg kostete 74 Tübinger Bundesbrüdern das Leben.

### Die Nachkriegszeit bis heute
Der enge Kontakt zwischen den Bundesbrüdern überdauerte die Jahre des Zweiten Weltkrieges, so dass bald nach Kriegsende an eine Wiedergründung gedacht werden konnte. Am 9. (oder 29.) Juni 1948 wurde eine „Fraternitas Academica“ ins Leben gerufen, die am 7. Juni 1949 in den neukonstituierten Wingolfsbund aufgenommen wurde. Zuerst war diese Verbindung allein auf das Christliche zentriert, nach und nach wurden die korporativen Formen jedoch wieder aufgenommen. Das Wingolfshaus war nach dem Krieg von den Franzosen beschlagnahmt worden. Erst 1950 konnte das Wingolfshaus teilweise, 1959 wieder komplett bezogen werden, die Mitgliedszahlen stiegen wieder. Die 68er Jahre gingen auch am Tübinger Wingolf nicht spurlos vorbei, alte Formen wurden hinterfragt oder gar abgeschafft, viele Mitglieder traten aus. Trotzdem konnte der Tübinger Wingolf 1975 zum vierten Mal nach 1874, 1907 und 1959 den Vorort des Wingolfsbundes übernehmen. 1982 wurde ein Tübinger Stocherkahn von Tübinger Bundesbrüdern auf dem Wasserweg bis ins Deutsche Schifffahrtsmuseum Bremerhaven überbracht, wo er bis heute ausgestellt ist. 1989 weihte man einen Gedenkstein auf der Kalleehöhe ein. Doch zeigten sich die Jahre um die Jahrtausendwende aufgrund von Austritten und Umbrüchen als eine schwere Zeit für den Wingolf in Tübingen. Seit 2008 befindet sich der Tübinger Wingolf jedoch wieder in einem Aufschwung. 2013 wurde das Haus umfangreich renoviert, 2014 in großem Stile das 150. Stiftungsfest mit dem Gastredner Horst Köhler gefeiert.

## Wingolf Nibelungen zu Tübingen
Aufgrund des enormen Zulaufs von Studenten während der 1920er Jahre ergaben sich für den Tübinger Wingolf personelle Probleme. Das Verbindungsleben beschränkte sich weitgehend auf die Leibfamilien, offene Keiladressen (teils bis zu 300) konnten nicht wahrgenommen werden. Erschwerend wirkte sich auch der neue Zeitgeist aus, welcher mit den aus dem Kaiserreich überkommenen Traditionen nur noch wenig anzufangen wusste. So wurde die Frage nach einer zweiten Wingolfsverbindung in Tübingen trotz des Singularitätsprinzip im Wingolfsbund immer relevanter.
Unter der Fürsprache des damaligen Generalsekretärs des Wingolfsbundes Robert Rodenhauser kam es nach Verhandlungen auf dem Wartburgfest 1928 zur Gründung der Nibelungen zu Tübingen mit den Farben violett-weiß-gold (Fuxenband: violett-weiß). Gründungstag war der 24. Oktober 1928, ein Jahr später konnten die Nibelungen offiziell in den Wingolfsbund aufgenommen werden. Als Kneipe wurde der „Westbahnhof“ in Tübingen genutzt, nur zweimal pro Jahr wurde das Haus des Tübinger Wingolfs in der Gartenstraße verwendet. 1934 konnte der Wingolf Nibelungen in der Wilhelmsstraße 42 ein eigenes Haus erst mieten und dann auch 1935 kaufen. Doch ab 1933 stieg der Druck der Nationalsozialisten, welche sämtliche Verbindungen ihren prägenden Charakter rauben und gleichschalten wollten, stetig an: Obwohl die Nibelungen – anders als der Tübinger Wingolf – einen ausgesprochen politischen und sportlichen Charakter hatten und dem Zeitgeist gewogener waren, lösten sie sich am 17. November 1935 auf. Eine Neugründung wurde zwar versucht, scheiterte aber bereits im Februar 1936.
Nach dem Zweiten Weltkrieg wurden die Nibelungen nicht wiederbelebt. Stattdessen ging die Tradition auf die Mutterverbindung, den Tübinger Wingolf, über, die seitdem die Stiftungsfeste der Nibelungen mitfeiert und ihre Couleur in Ehren hält. So trägt der Senior zusätzlich zu seinem eigenen Tübinger Band ein Band in den Farben des Wingolf Nibelungen. Darüber hinaus trägt bei großen feierlichen Veranstaltungen wie dem Wartburgfest oder der Gernsbacher Konvention ein Fahnenfux eine violette Pekesche und die Nibelungenfahne. Auch die Philisterverbände (Verband Tübinger Wingolfsphilister und Verband Alter Tübinger Nibelungen) fusionierten 1948 zum heute bestehenden „Verband Alter Tübinger Wingolfiten und Nibelungen“ (VATWuN).

## Liste bekannter Tübinger Wingolfiten (Auswahl)

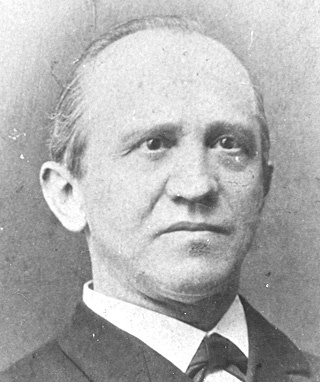
Hermann Cremer
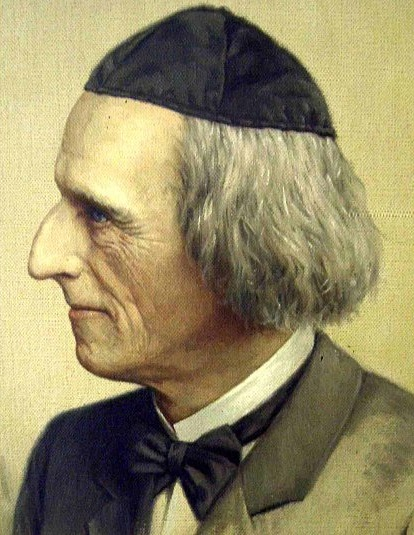
Martin Kähler
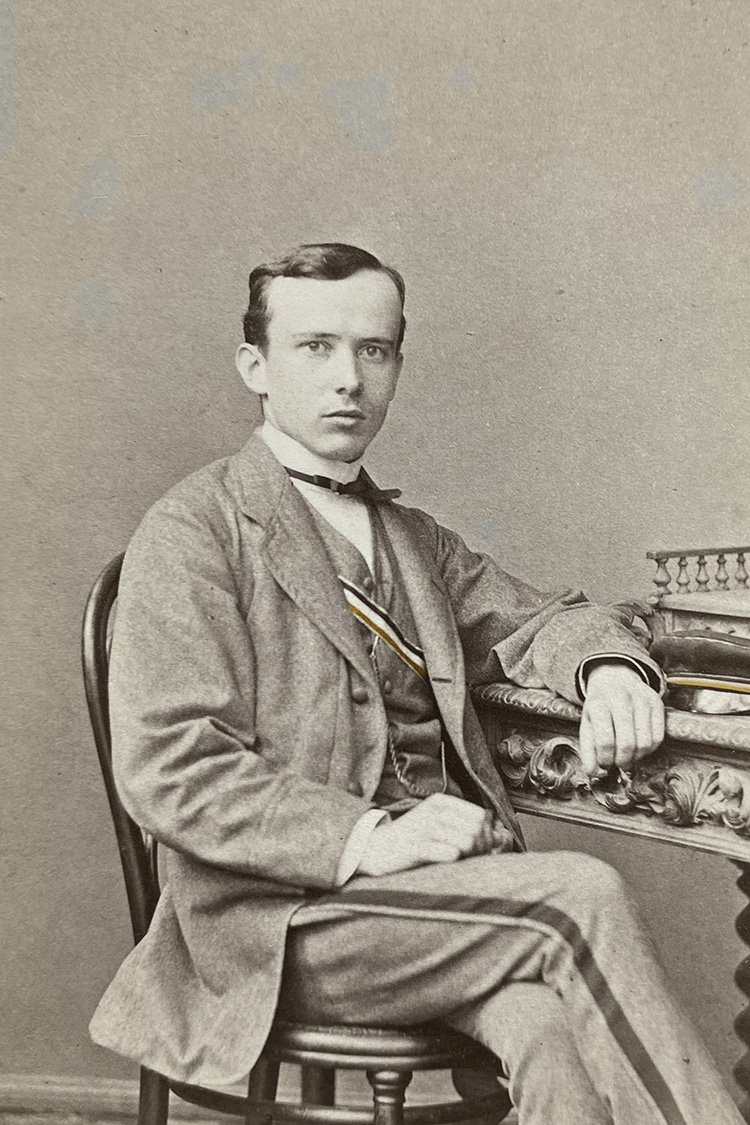
Johannes Büchsel
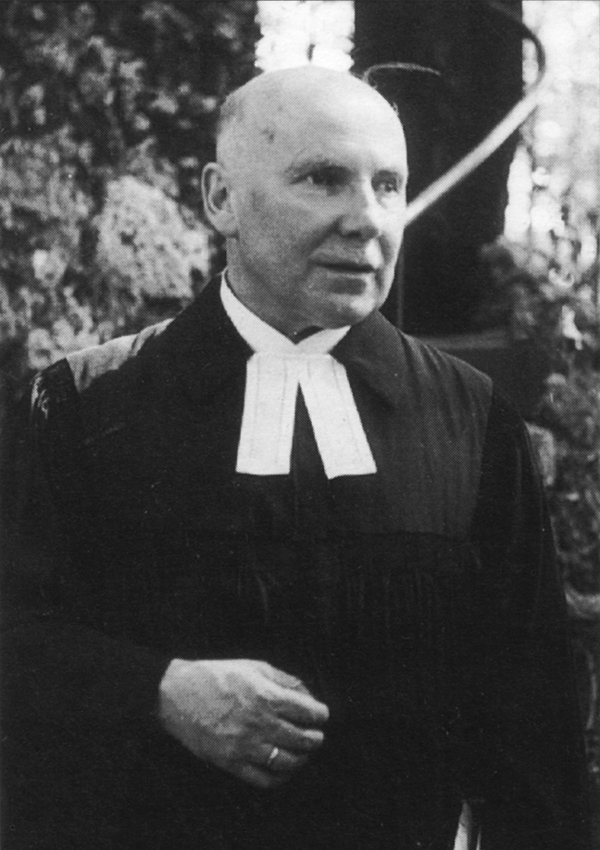
Fritz von Bodelschwingh
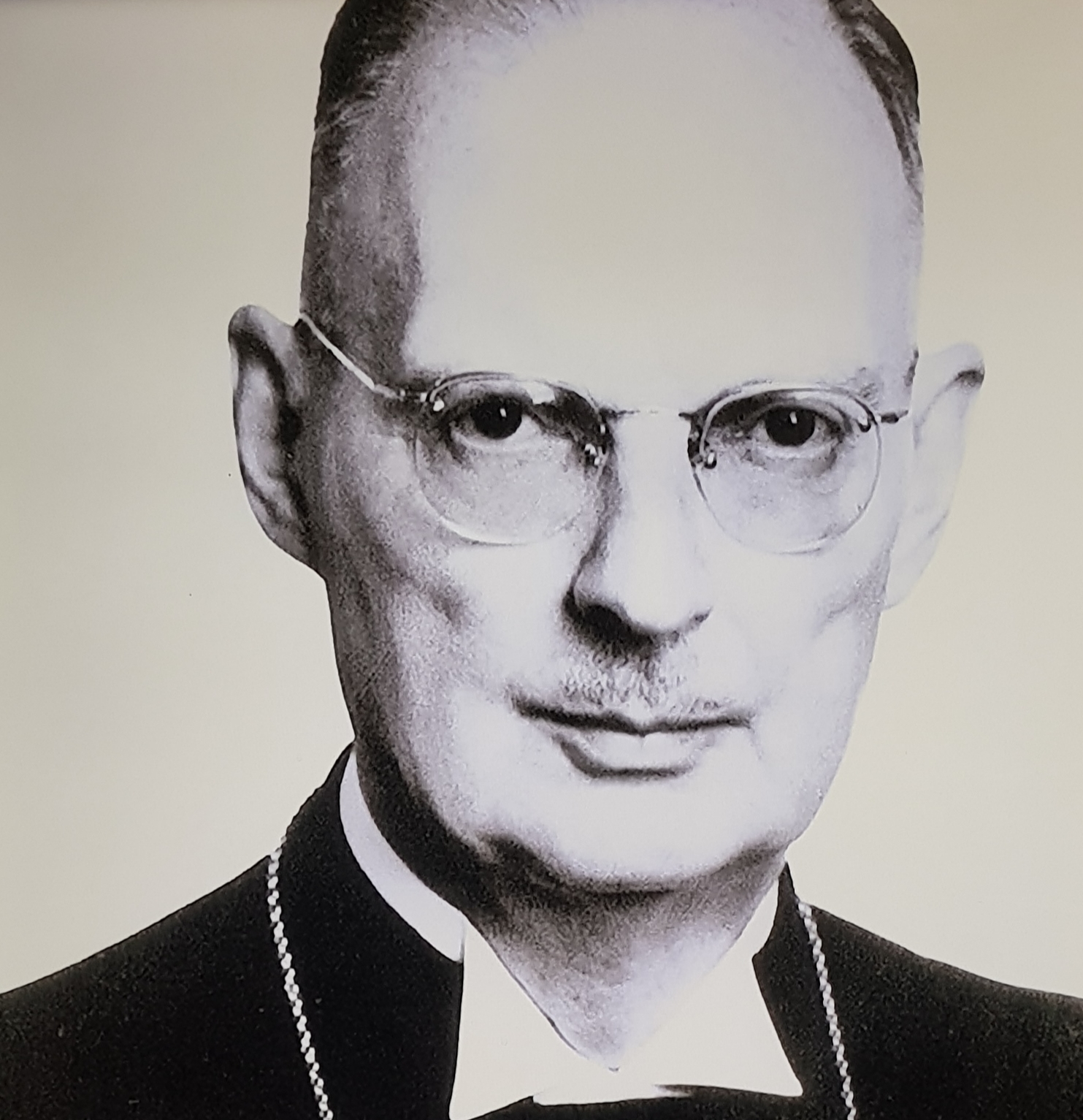
Gerhard Jacobi
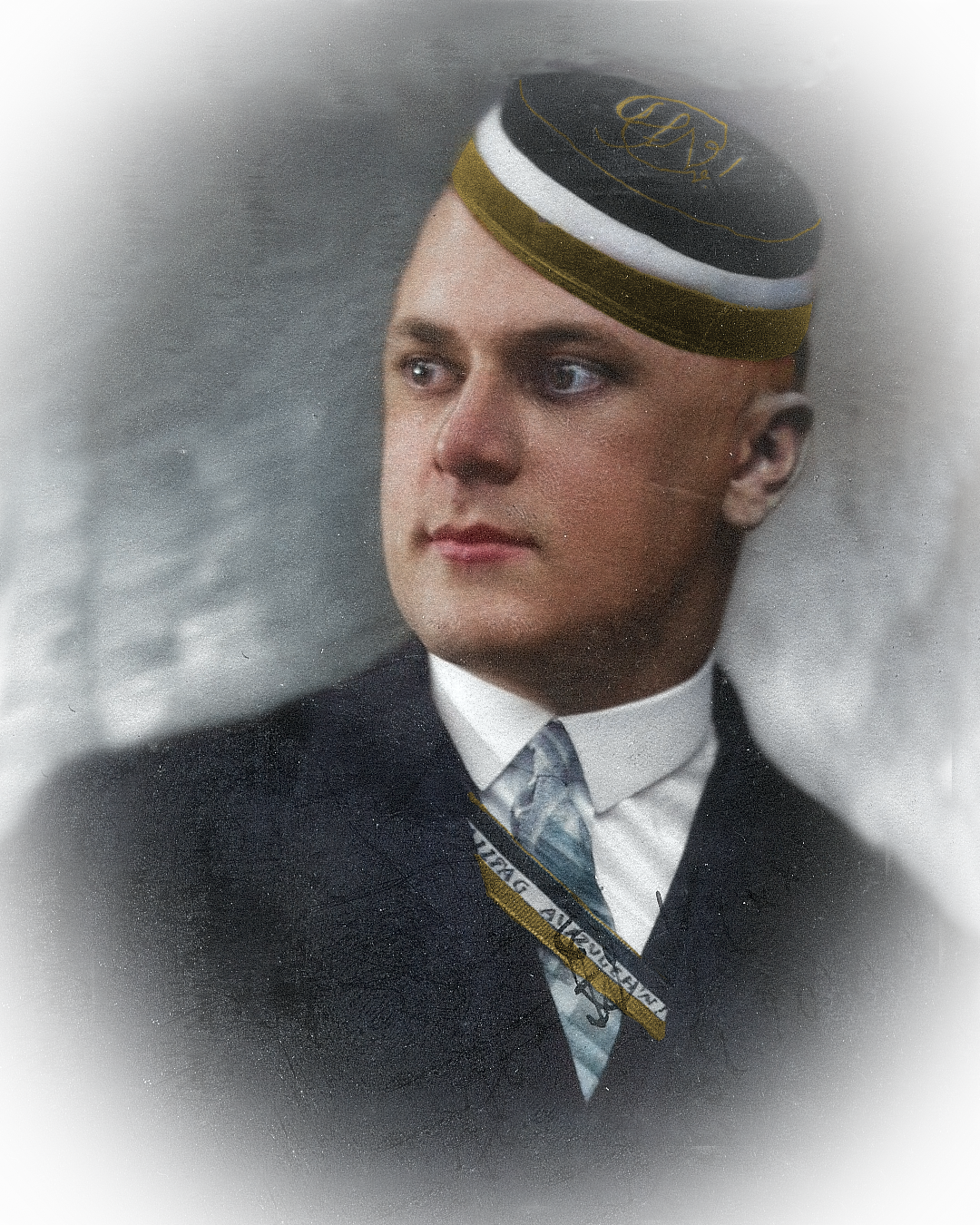
Eduard Krüger
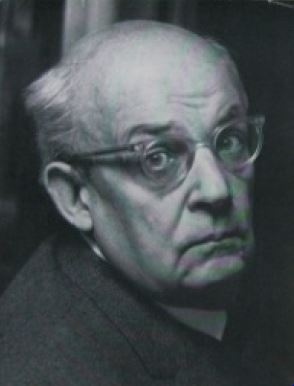
Otto Michel
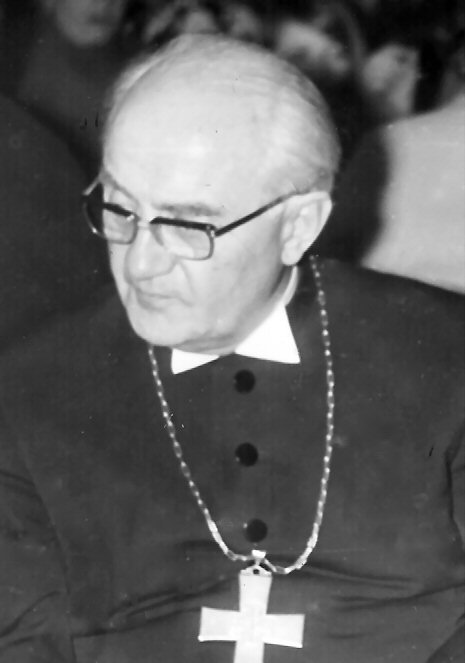
Alfred Petersen

- Wolfram Angerbauer (1938–2011): Historiker, Archivar
- Hartmut Badenhop (1930–2025), evangelischer Theologe, Landessuperintendent des Sprengels Hannover
- Joachim Beckmann (1901–1987): evangelischer Theologe, Präses der Evangelischen Kirche im Rheinland (1938 ausgetreten)
- Georg von Below (1858–1927): Verfassungs- und Wirtschaftshistoriker (Ehrenphilister)
- Lorenz Bertheau (1886–1968): evangelischer Theologe und Pfarrer, Vorsitzender des Bekennenden Kirche in Naumburg
- Fritz von Bodelschwingh (1877–1946): evangelischer Theologe, Leiter der Bethelschen Anstalten, designierter Reichsbischof der Deutschen Evangelischen Kirche
- Hans Bornhäuser (1908–1996): evangelischer Theologe, Prälat des Kirchenkreises Südbaden
- Rolf Wilhelm Brednich (1935–2023): Volkskundler
- Friedrich Büchsel (1883–1945): evangelischer Theologe, Professor für Neues Testament
- Johannes Büchsel (1849–1920): lutherischer Theologe, Generalsuperintendent der Kirchenprovinz Pommern der Kirche der Altpreußischen Union
- Johannes Burckhardt (1853–1914): evangelischer Pfarrer und Gründer der ersten evangelischen Bahnhofsmission
- Adolf von Chappuzeau (1857–1939): lutherischer Theologe, Autor zahlreicher Kriegspredigten im Ersten Weltkrieg
- Hermann Cremer (1834–1903): lutherischer Theologe, Professor für Systematische Theologie
- Franz Dohrmann (1881–1969): evangelischer Theologe, Feldbischof der Reichswehr und später der Wehrmacht
- Karl Eberhardt (1884–1980): Jurist, württembergischer Ministerialdirektor
- Georg Eißer (1898–1964): Jurist, Professor der Rechte (Ehrenphilister)
- Friedrich Eymann (1887–1954): reformierter Theologe, Pädagoge und später Anthroposoph
- Franz Fauth (1841–1905): evangelischer Theologe und Pädagoge
- Walther Fuchs (1891–1982): Jurist, Präsident des württembergisch-badischen Verwaltungsgerichtshofs
- Otto Funcke (1836–1910): evangelischer Theologe, christlicher Volkserzähler
- Hans-Werner Gensichen (1915–1999): lutherischer Theologe, Professor für Religionsgeschichte und Missionswissenschaft
- Gerhard Goll (* 1942): Politiker (CDU), langjähriger Vorstandsvorsitzender der EnBW Energie Baden-Württemberg
- Hermann von der Goltz (1835–1906): Professor für Biblische und Systematische Theologie, Vizepräsident des Altpreußischen Evangelischen Oberkirchenrats
- Dieter Haak (1938–2012): Politiker (SPD), Justizminister von Nordrhein-Westfalen
- Wilfried Hartmann (* 1941): Erziehungswissenschaftler und ehemaliger Präsident der Generalsynode der Vereinigten Evangelisch-Lutherischen Kirche Deutschlands
- Karl Heim (1874–1958): evangelischer Theologe, Professor für Systematische Theologie (Ehrenphilister)
- Gerhard Heinzelmann (1884–1951): evangelischer Theologe, Professor für Neues Testament und Dogmatik
- Albert Helbing (1837–1914): evangelischer Theologe, Präsident des Oberkirchenrats der Evangelischen Landeskirche in Baden
- Marcus Ites (1883–1962): evangelischer Theologe, Pädagoge, Historiker und Publizist
- Gerhard Jacobi (1891–1971): lutherischer Theologe, Bischof der Evangelisch-Lutherischen Kirche in Oldenburg
- Tobias Jammerthal (* 1989): evangelischer Theologe, Professor für Kirchen- und Theologiegeschichte[2]
- Michael Joswig (* 1965): Mathematiker und Hochschullehrer
- Martin Kähler (1835–1912): evangelischer Theologe, Professor für Systematische Theologie und Neues Testament
- Emil Kautzsch (1841–1910): evangelischer Theologe und Hebraist, Professor für Altes Testament (Ehrenphilister)
- Erich Keller (1894–1977): evangelischer Pfarrer, Schulleiter, NSDAP-Funktionär und Gauredner
- Ludwig Kiehn (1902–1984): Erziehungswissenschaftler, Professor für Berufspädagogik
- Richard Kirstein (1844–1926): evangelischer Theologe und Diakon
- Eduard Krüger (1901–1967): Architekt, Bauhistoriker und Stadtplaner
- Georg Leibbrandt (1899–1982): Volkswirt, Theologe, Philosoph und Diplomat, Teilnehmer der Wannseekonferenz
- Ernst Gottfried Mahrenholz (1929–2021): Jurist, Bundesverfassungsrichter (1971 ausgetreten)
- Gerhard Mall (1909–1983): Psychiater, Neurologe und Psychologe
- Eugen Mattiat (1901–1976): deutschchristlicher Theologe und Volkskundler, Professor an den Universitäten Berlin und Göttingen
- Christian Mergenthaler (1884–1980): Politiker (NSDAP), württembergischer Ministerpräsident und Kultusminister
- Julius Mezger (1891–1976): Arzt, Homöopath
- Otto Michel (1903–1993): evangelischer Theologe, Professor für Neues Testament, Mitbegründer des Albrecht-Bengel-Hauses
- Friedrich Middendorf (1883–1973): reformierter Theologe, Kirchenpräsident der Evangelisch-reformierten Kirche in Nordwestdeutschland
- Julius Möller (1840–1928): lutherischer Theologe und Pfarrer, Vorsitzender der Christlich-Konservativen Partei Minden-Ravensberg
- Hermann Müller (1913–1991): Politiker (FDP), Finanzminister von Baden-Württemberg
- Hans-Rudolf Müller-Schwefe (1910–1986): lutherischer Theologe, Professor für Praktische Theologie
- Richard Nacken (1884–1971): Mineraloge, Kristallograph, Petrograph und Physikochemiker
- Otto Ohl (1886–1973): evangelischer Theologe, Präsident der Deutschen Krankenhausgesellschaft
- Alfred Petersen (1909–2004): lutherischer Theologe, Bischof für den Sprengel Schleswig
- Joachim Pfannschmidt (1896–1945): lutherischer Theologe und Pfarrer
- Wilhelm Philipps (1859–1933): evangelischer Theologe und Politiker (CSP, DNVP)
- Hellmut Rosenfeld (1907–1993): Germanist, Bibliothekar, Hochschuldozent und Volkskundler
- Hermann Schafft (1883–1959): evangelischer Theologe, religiöser Sozialist
- Eberhard Schaich (* 1940): Ökonom, ehemaliger Rektor der Universität Tübingen
- Otto Scheel (1876–1954): evangelischer Theologe und Historiker, Professor für Kirchengeschichte (Ehrenphilister)
- Paul Scherer (1876–1940): Kommunalpolitiker und von 1908 bis 1938 Oberbürgermeister der Stadt Tuttlingen
- Adolf Schlatter (1852–1938): evangelischer Theologe, Professor für Neues Testament und Systematische Theologie
- Friedrich Wilhelm Schmidt (1893–1945): evangelischer Theologe, Professor für Systematische Theologie
- Martin Schmidt (1883–1964): evangelischer Theologe, Professor für Religionswissenschaft
- Ludwig Schneller (1858–1953): evangelischer Theologe, Missionar und Schriftsteller
- Friedrich Karl Schumann (1886–1960): lutherischer Theologe, Professor für Systematische und Praktische Theologie
- Paul Simon (1882–1946): römisch-katholischer Theologe, Rektor der Universität Tübingen (Ehrenphilister)
- Reinhard Slenczka (1931–2022): lutherischer Theologe, Professor für Systematische Theologie (1958 ausgetreten)
- Christopher Spehr (* 1971): evangelischer Theologe, Professor für Kirchengeschichte
- Johannes Spieker (1856–1920): evangelischer Theologe und Direktor der Rheinischen Missionsgesellschaft
- Ernst Steiner (1885–1942): evangelischer Pfarrer, 1942 von der Gestapo ermordet
- Albert Sting (1924–2020): evangelischer Theologe, Psychologe, Lokalhistoriker
- Werner Strothmann (1907–1996): evangelischer Theologe und Syrologe, Professor für Syrische Kirchengeschichte
- Paul Tillich (1886–1965): evangelischer Theologe, Professor für Systematische Theologie und Religionsphilosophie
- Bernhard Trittelvitz (1878–1969): Arzt und Schriftsteller
- Karl Trucksaess (1880–1961): Politiker (DVP, LDP, FDP, FVP/FDV)
- Rudolf Tschudi (1884–1960): Professor für Orientalistik
- Paul Volz (1871–1941): evangelischer Theologe, Professor für Altes Testament (Ehrenphilister)
- Magnus Weidemann (1880–1967): evangelischer Pfarrer, Maler, Grafiker, Fotograf und Autor
- Ernst Wilm (1901–1989): evangelischer Theologe, Präses der Evangelischen Kirche von Westfalen
- Karl Windel (1840–1890): evangelischer Theologe, preußischer Hofprediger
- Johannes Winkler (1874–1958): Missionsarzt, Tropenmediziner und Ethnologe
- Walter Winkler (1914–1984): Arzt, Professor für Neurologie und Psychologie
- Christian Volkmar Witt (* 1980): evangelischer Theologe, Professor für Kirchengeschichte (Ehrenphilister)
- Hans-Walter Zinser (1908–1972): Jurist, Verwaltungsbeamter und Richter am Bundesverwaltungsgericht